# Hoplocleptes humeridens
Hoplocleptes humeridens – gatunek chrząszcza z rodziny kózkowatych i podrodziny zgrzypikowych. Jedyny przedstawiciel rodzaju Hoplocleptes.

## Zasięg występowania
Gatunek ten występuje w Chile.